# Hugh Cross (Sänger)
Hugh Cross (* 1904 in Oliver Springs, Tennessee; † 1970) war ein US-amerikanischer Country-Sänger und -Gitarrist. Ende der 1920er Jahre war er Mitglied der Country-Band Gid Tanner and his Skillet Lickers und während der 1930er Jahre des WLS National Barn Dance.

## Karriere
Hugh Cross machte seine ersten Aufnahmen zusammen mit seiner Frau bei den Columbia Records Ende der 1920er Jahre. Seinen ersten Erfolg konnte er als Stammgastspieler der Skillet Lickers verbuchen. Mit dem Gitarristen dieser Band, Riley Puckett, konnte er 1929 mit Red River Valley seinen ersten Hit landen. 1930 wurde er dann Mitglied des National Barn Dance in Chicago und nahm weiterhin Platten auf. Er arbeitete außerdem mit den Girls of the Golden West, den Drifting Pioneers und den Cumberland Ridge Ramblers zusammen. 1935 wechselte er vom National Barn Dance zum WWVA Jamboree in Wheeling, West Virginia. Zusammen mit Roy Acuff schrieb er Anfang der 1940er Jahre den Titel Don't Make Me Go to Bed and I'll Be Good. Hugh Cross trat bis zu seinem Tod 1970 auf.